# Воїслав Говедариця
Воїслав Говедариця (серб. Војислав Говедарица), або Войо Горич, 1940 — сербсько-американський актор. Найвідоміші ролі в таких кінофільмах, як Лев'яче серце, Рембо ІІ, Вінету й Рука зо Шрамом у Долині мертвих

## Біографія
Народився 1940 року в Гацко, Югославія. Першу роль зіграв 1964 року в фільмі «Старателі Арканзаса». Запамятався в кінематографі цікавими персонажами другого плана у вестернах та бойовиках.

## Фільмографія
- 2000 Hostile Environment …Белков
- 1997 Mars …Пінрейк
- 1996 Balance of Power …Войо
- 1993 Nowhere to Run …Вязень
- 1993 The Evil Inside Me …Николай
- 1992 The Fifth Corner (телесеріял) …Войо
- Eva (1992) …Войо
- Sword of Democles (1992) …Войо
- Home …Войо
- 1991 Alligator II: The Mutation …Кармен
- 1990 Lionheart …Сержант Гартоґ
- 1989 Midnight Train to Moscow (телефільм)
- 1988 Little Nikita …Джо
- 1987 Russkies …Борис
- 1987 Code Name: Zebra …Ото
- 1986 Modern Girls …Дурман
- 1985 Rambo: First Blood Part II …Сержант Юшин
- 1985 Hunter (телесеріял) …Охоронець
- The Snow Queen: Part 2 (1985) …Охоронець
- 1984 Scarecrow and Mrs. King (телесеріял) …Капрал Данилов
- Lost and Found (1984) …Капрал Данилов
- 1978 Trener …Гравець спортпрогнозів
- 1973 Die blutigen Geier von Alaska …Ахуа-гуа
- 1973 Zuta …Момир Танич
- 1972 I Bog stvori kafansku pevacicu
- 1972 Devojka sa Kosmaja
- 1969 Ubistvo na svirep i podmukao nacin i iz niskih pobuda …Силедзія
- 1969 Muzikanti (телесеріял)
- 1969 Canetova ljubav
- 1968 L'odissea (TV мінісеріял) …Филеціо
- 1968 Winnetou und Shatterhand im Tal der Toten …Червоний бик
- 1968 Podne
- 1968 Operacija Beograd
- 1967 Jutro …В'язень Немаць
- 1967 Praznik
- 1964 Die Goldsucher von Arkansas …Мескалеро